# Шунга
 Тази статия е за жанра в изкуството.  За историческата държава вижте Шунга (държава).  
Шунга (на японски: 春画, „пролетна картина“) е жанр в японското изобразително изкуство, разновидност на укийо-е с еротични сюжети.
Шунга е била разпространена и ценена сред всички класи на обществото, както от мъже, така и от жени. Редица суеверия са свързани с еротичните картини – приема се, че те са кадем срещу смъртта за самурая, и срещу пожар за търговците и домакинствата. И трите групи – самураи, търговци и домакини – водят живот, който изисква дълго физическо разделение на брачните партньори – самураите с месеци живеели във военни лагери или казарми, търговците пътували на дълги разстояния, а аристократичните домакинства следвали практиката санкин котай, която налагала години разделяне на съпругите и децата от мъжете.
Традиционен сватбен подарък за булката е принтирана гравюра с еротични сцени от „Сказание за Генджи“.